# Michele De Lucchi
Michele De Lucchi, född 8 november 1951 i Ferrara, är en italiensk arkitekt och formgivare.
Michele De Lucchi arbetade i början av 1970-talet för Gaetano Pesce och 1979 samarbetade han med Ettore Sottsass för Olivetti. Han medverkade i Studio Alchimia med bordslamporna Sinvola och Sipernica. Under 1980-talet var han medlem i Memphisgruppen och skapade då lampan Oceanic. De Lucci har gjort möbler, inredningar, hushållsprodukter, glas och keramik i en expressiv och lekfull stil.